# 1875 en Ontario
Chronologie de l'Ontario
- 1871
- 1872
- 1873
- 1874
- 1875
- 1876
- 1877
- 1878
- 1879

Cette page concerne des événements d'actualité qui se sont produits durant l'année 1875 dans la province canadienne de l'Ontario.

## Politique
- Premier ministre: Oliver Mowat (Parti libéral)
- Chef de l'Opposition: Matthew Crooks Cameron (en) (Parti conservateur)
- Lieutenant-gouverneur: John Willoughby Crawford (en) puis Donald Alexander Macdonald (en)
- Législature: 2e puis 3e (en)

## Événements

### Janvier
- 18 janvier : 
  - le Parti libéral d'Oliver Mowat remporte l'élection générale d'un second mandat majoritaire consécutif avec 50 candidats élus contre 34 pour le Parti conservateur (y compris 1 libéral-conservateur) de Matthew Crooks Cameron (en), 2 conservateur indépendants et 1 libéral indépendants.
  - l'indépendant Samuel Platt (en) est élu député fédéral de Toronto-Est à la suite de la démission de l'ancien libéral John O'Donohoe (en) pour sa réélection.
- 25 janvier : le libéral William McCraney (en) est élu député fédéral de Halton à la suite de la démission du libéral-conservateur Daniel Black Chisholm (en) pour sa réélection.
- 28 janvier : le libéral-conservateur Duncan Macmillan (en) est élu député fédéral de Middlesex-Est à la suite de la démission du même parti Crowell Willson (en).

### Février
- 11 février : l'indépendant Thomas Greenway est élu sans opposition de Huron-Sud à la suite de la démission du libéral Malcolm Colin Cameron (en) le 22 février 1874.
- 16 février : le député conservateur provincial de Simcoe-Sud D'Arcy Boulton (en) est décédé en fonction à l'âge de 49 ans, presque un mois après l'élection.
- 18 février : le libéral-conservateur James Harshaw Fraser (en) est élu député fédéral de London à la suite de la démission du libéral John Walker (en).

### Mars
- 11 mars : Jennifer Kidd Trout (en) devient la première femme autorisée à pratiquer la médecine au Canada, bien qu'Emily Stowe a été fait sans une licence à Toronto depuis 1867.

### Mai
- 13 mai : John Willoughby Crawford (en) devient le premier lieutenant-gouverneur de l'Ontario à mourir en fonction, à sa résidence officielle du Government House (en), âge de 57 ans.
- 18 mai : le député fédéral de Glengarry Donald Alexander Macdonald (en) devient le nouveau lieutenant-gouverneur.
- 21 mai : le libéral indépendant John Macdonald (en) est élu sans opposition député fédéral de Toronto-Centre à la suite de la démission du libéral Robert Wilkes (en).
- 26 mai : le libéral indépendant William McDougall est élu député provincial de Simcoe-Sud à la suite de la mort du conservateur D'Arcy Boulton (en) le 16 février dernier.

### Juin
- 21 juin : le libéral Thomas Paxton (en) est réélu député provincial d'Ontario-Nord.
- 22 juin : 
  - le libéral Henry Ryan Haney (en) est réélu député provincial de Monck.
  - le libéral-conservateur Lachlin McCallum (en) est réélu député fédéral de Monck face à son adversaire du libéral James David Edgar (en)

### Juillet
- 2 juillet : le libéral James Currie (en) est réélu député provincial de Welland.
- 7 juillet : le libéral Archibald McNab (en) est élu député fédéral de Glengarry à la suite de la nomination du même parti Donald Alexander Macdonald (en) de lieutenant-gouverneur.
- 17 juillet : le libéral John Goodall Snetsinger (en) est élu député provincial de Cornwall (en) à la suite de la démission du conservateur Alexander Fraser McIntyre pour sa réélection.

### Août
- 10 août : le libéral Samuel Casey Wood (en) est réélu député provincial de Victoria-Sud.
- 12 août : le conservateur Adam Jacob Baker (en) est réélu député provincial de Russell.

### Septembre
- 11 septembre : le libéral Adam Crooks (en) est élu député provincial d'Oxford-Sud à la suite de la démission du même parti Adam Oliver (en).
- 17 septembre : 
  - le conservateur Lewis Wigle (en) est réélu député provincial d'Essex-Sud et le libéral Daniel McCraney (en) est élu député provincial de Kent-Est (en) à la suite de la démission du même parti Archibald McKellar (en).
  - le conservateur Hector Cameron (en) est vaincu député fédéral de Victoria-Nord lors d'un égalisation d'une élection partielle du 24 décembre 1874 face au sortant du libéral James Maclennan (en).
- 24 septembre : le conservateur John C. O'Sullivan est réélu député provincial de Peterborough-Est.
- 25 septembre : le conservateur Andrew Broder (en) est réélu député provincial de Dundas.
- 27 septembre : le conservateur John McGowan (en) est réélu député provincial de Wellington-Ouest (en).
- 29 septembre : le conservateur Duncan McRae (en) est élu député provincial de Victoria-Nord à la suite de la démission du libéral John David Smith pour sa réélection.

### Octobre
- 26 octobre : le conservateur William Hepburn Scott (en) est élu député provincial de Peterboroug-Ouest à la suite de la démission du libéral George Albertus Cox (en) pour sa réélection.
- 29 octobre : le libéral James McMahon (en) est élu député provincial de Wentworth-Nord (en) à la suite de la démission du conservateur Thomas Stock pour sa réélection.
- 30 octobre : le conservateur David Creighton (en) est élu député provincial de Grey-Nord à la suite de la démission du même parti Thomas Scott (en).

### Novembre
- 2 novembre : le libéral William Durie Lyon (en) est élu député provincial de Halton à la suite de la démission du même parti William Barber (en).
- 6 novembre : le conservateur John Beverly Robinson (en) est élu député fédéral de Toronto-Ouest à la suite de la démission du libéral Thomas Moss (en).
- 9 novembre : le libéral James Marshall Ferris (en) est réélu député provincial de Northumberland-Est.

## Naissances
- Edith Berkeley (en), biologiste († 1963).
- 29 mars : Harry James Barber (en), député fédéral de Fraser Valley (1925-1940) († 11 février 1959).
- 19 septembre : John Knox Blair (en), député fédéral de Wellington-Nord (1930-1945) († 11 novembre 1950).
- 5 décembre : Arthur Currie, général lors de la Première Guerre mondiale († 30 novembre 1933).

## Décès
- 15 février : William Henry Boulton (en), maire de Toronto (1845-1847, 1858) (°19 avril 1812).
- 16 février : D'Arcy Boulton (en), député provincial de Simcoe-Sud (1873-1875) (° 29 mars 1825).
- 13 mai : John Willoughby Crawford (en), 3e lieutenant-gouverneur de l'Ontario et député de Toronto-Est de l'Assemblée législative de la province du Canada (1861-1863) et député fédéral de Leeds-Sud (1867-1872) et Toronto-Ouest (1872-1873) (° 26 août 1817).
- 10 décembre : Henry William Stisted (en), 1er lieutenant-gouverneur de l'Ontario (° 5 juin 1817).